# Hissarica
Hissarica es un género de polillas monotípico perteneciente a la familia Geometridae, descrito por primera vez por el entomólogo Jaan Viidalepp en 1932. Su única especie, Hissarica postalbida, se encuentra con distribución endémica en Asia Central.
El género originalmente se describió como un subgénero de Xenochlorodes, pero investigaciones posteriores demostraron suficientes diferencias en la forma de las alas, la venación y la morfología genital como para justificar su reincorporación como género distinto.